# Lisa Paus

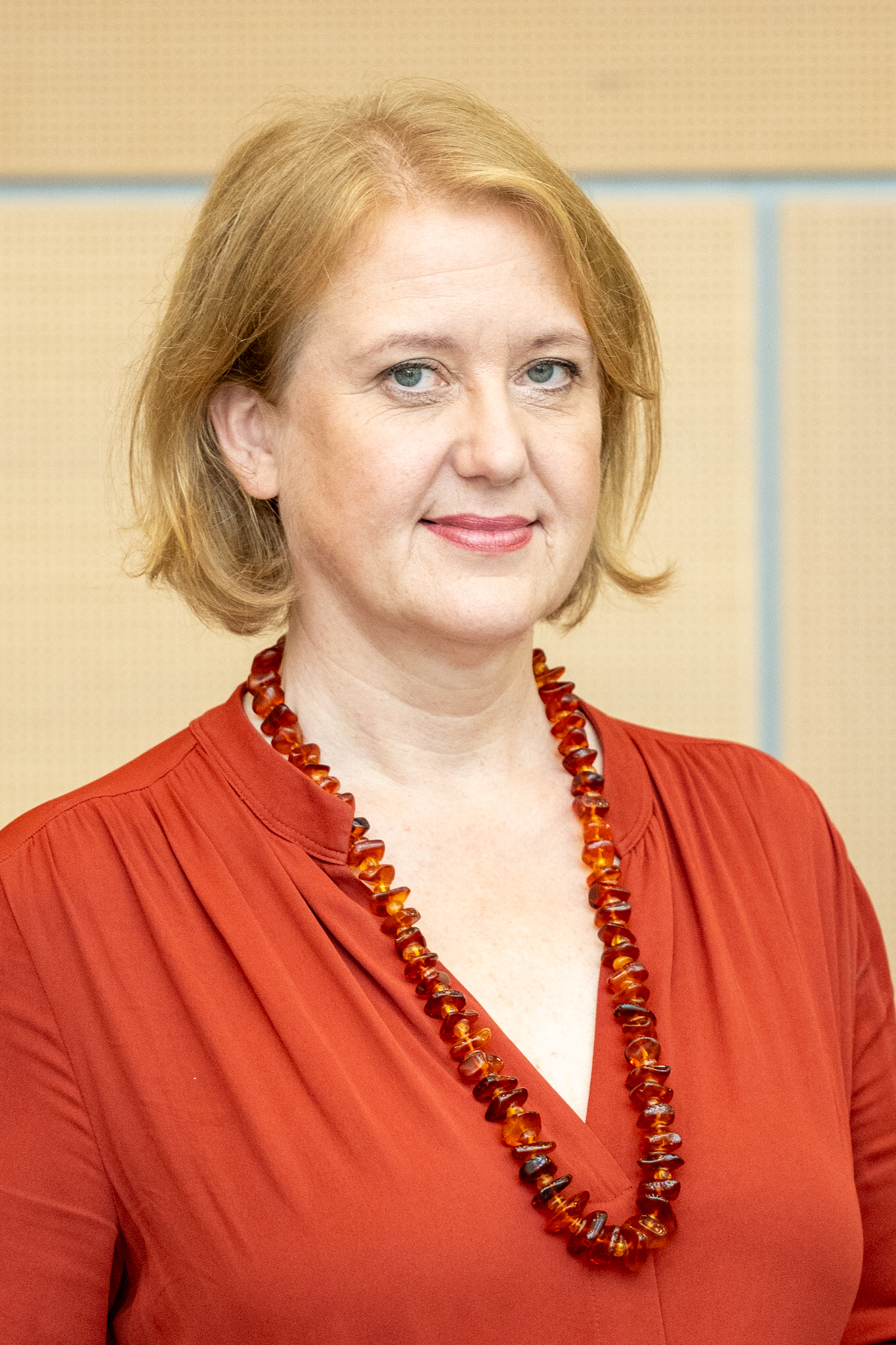
Lisa Paus (2022)

Elisabeth „Lisa“ Maria Paus (* 19. September 1968 in Rheine) ist eine deutsche Politikerin (Bündnis 90/Die Grünen). Sie ist seit 2009 Mitglied des Deutschen Bundestages und war von 2022 bis 2025 Bundesministerin für Familie, Senioren, Frauen und Jugend im Kabinett Scholz. 
Seit 2025 ist sie Fachsprecherin für Arbeit und Soziales in der Fraktion der Grünen.

## Leben
Lisa Paus ist die Tochter des Unternehmers und Maschinenfabrikanten Hermann Paus (1932–2021) und seiner Frau Agnes. Sie wuchs mit zwei älteren Brüdern in Emsbüren, Niedersachsen, auf.
Nach dem Abitur leistete sie ein Freiwilliges Soziales Jahr im Hamburger Kinderheim St. Elisabeth ab. Von 1988 bis 1999 studierte sie Volkswirtschaftslehre und Politikwissenschaft an der Freien Universität Berlin mit Abschluss zur Diplom-Volkswirtin.
Von 1997 bis 1999 arbeitete sie für den Europaabgeordneten Frieder Otto Wolf. 2004 war sie Lehrbeauftragte für Volkswirtschaft an der Fachhochschule für Wirtschaft (FHW) Berlin.
Seit Januar 2009 ist Lisa Paus Mutter eines Sohnes. Ihr Partner Dietmar Lingemann starb 2013 an Krebs. Sie lebt in Berlin.

## Politischer Werdegang

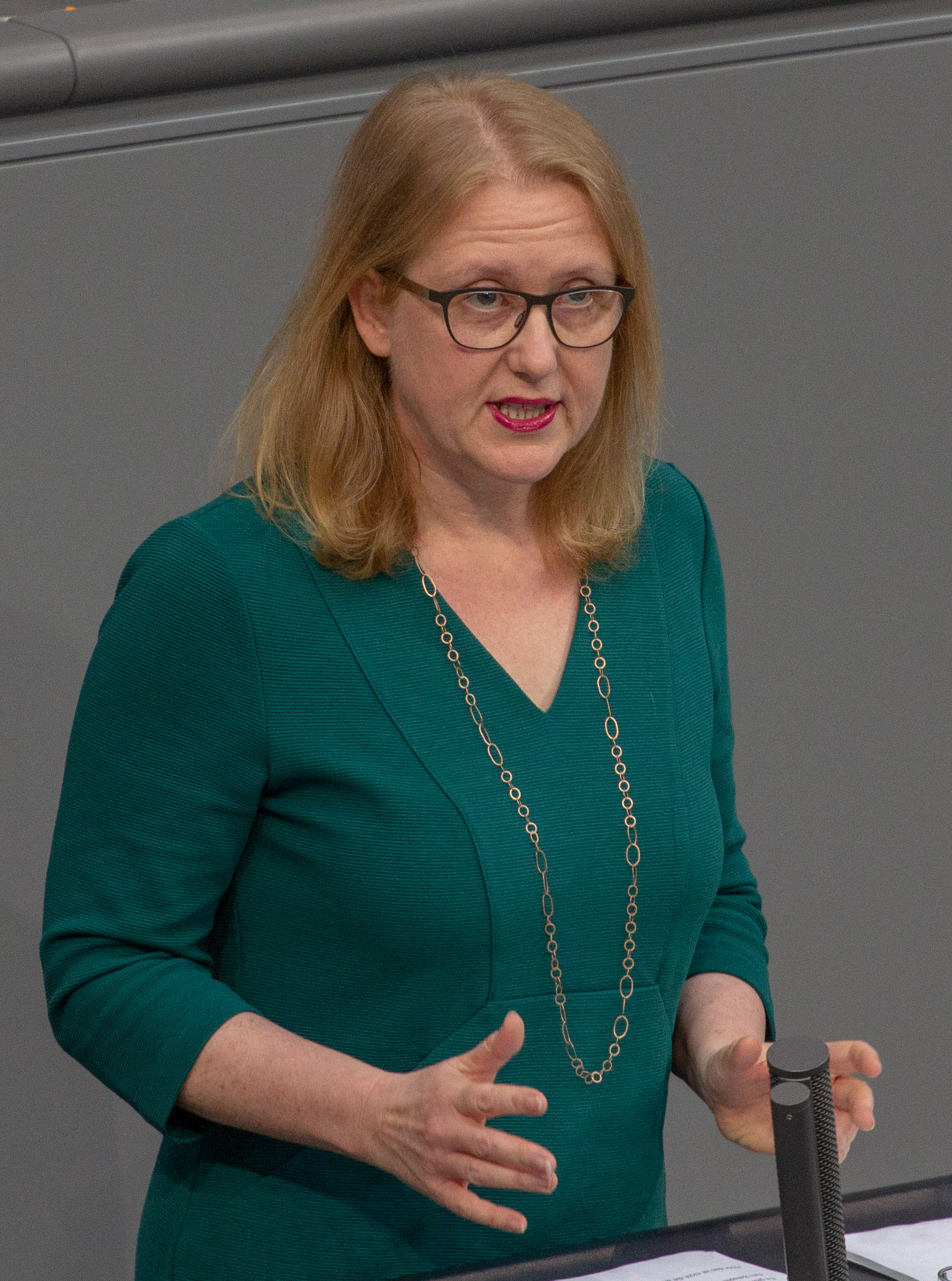
Lisa Paus, 2019 im Deutschen Bundestag

### Partei Bündnis 90/Die Grünen
Paus ist seit 1995 Mitglied von Bündnis 90/Die Grünen. Sie wird dem linken Parteiflügel zugerechnet.
Sie engagierte sich auf verschiedenen Ebenen der Berliner Grünen und war u. a. Mitglied des Landesvorstandes (1997 bis 1999), Sprecherin der Bundesarbeitsgemeinschaft Wirtschaft und Finanzen (1997 bis 2002) sowie der Bundesarbeitsgemeinschaft Wissenschaft, Hochschule und Technologie (2005 bis 2007). 

### Abgeordnetenhaus von Berlin
Von 1999 bis 2009 war sie Mitglied im Abgeordnetenhaus von Berlin. Dort war sie unter anderem wirtschaftspolitische Sprecherin der Fraktion. Außerdem war sie europapolitische Sprecherin (1999 bis 2006), wissenschaftspolitische Sprecherin (2001 bis 2006), haushaltspolitische Sprecherin (2006 bis 2009) und Mitglied im Fraktionsvorstand (1999 bis 2000, 2002 bis 2004).

### Deutscher Bundestag
Paus wurde über Platz drei der Berliner Landesliste der Grünen 2009 und 2013 in den Bundestag gewählt. In der Legislaturperiode von 2009 bis 2013 war sie Mitglied des Finanzausschusses und des Ausschusses für Angelegenheiten der Europäischen Union der Bundestagsfraktion Bündnis 90/Die Grünen.
Im Januar 2017 kündigte Paus ihre Bewerbung um die Berliner Spitzenkandidatur für die Bundestagswahl 2017 an, nachdem Renate Künast, die seit 2002 Spitzenkandidatin gewesen war, darauf verzichtet hatte. Bei der Kandidatenaufstellung für Listenplatz 1 setzte sie sich im März mit 798 zu 308 Stimmen gegen Bettina Jarasch durch und zog im September wieder in den Bundestag ein.
In der Legislaturperiode von 2017 bis 2021 war Paus erstmals finanzpolitische Sprecherin ihrer Fraktion. Sie war zudem Mitglied und Obfrau im Finanzausschuss. Außerdem war sie stellvertretendes Mitglied im Haushaltsausschuss, im Ausschuss für Arbeit und Soziales sowie im 3. Untersuchungsausschuss (Wirecard-Ausschuss). Sie leitete auch die Berliner Landesgruppe von Bündnis 90/Die Grünen.
Zur Bundestagswahl 2021 wurde sie von den Berliner Grünen wieder zur Spitzenkandidatin gewählt. Sie unterlag als Direktkandidatin im Wahlkreis Berlin-Charlottenburg – Wilmersdorf dem SPD-Politiker Michael Müller, zog aber über die Landesliste erneut in den Bundestag ein. Am 7. September 2021 wurde sie zu einer der fünf stellvertretenden Vorsitzenden ihrer Bundestagsfraktion gewählt. Dort ist sie zuständig für den Themenbereich Finanzen, Haushalt, Wirtschaft sowie Arbeit und Soziales. Sie gehörte weiterhin dem Finanzausschuss an. Zudem ist sie stellvertretendes Mitglied im Gemeinsamen Ausschuss und im Vermittlungsausschuss.
Am 25. April 2022 wurde sie von Bundespräsident Frank-Walter Steinmeier als Nachfolgerin der zurückgetretenen Anne Spiegel zur Bundesministerin im Bundesministerium für Familie, Senioren, Frauen und Jugend im Kabinett Scholz ernannt. Am 27. April 2022 wurde sie im Bundestag vereidigt. Sie schied im Zuge der Bildung des Kabinetts Merz am 6. Mai 2025 aus dem Amt aus.
In der Bundestagswahl 2025 war Paus Spitzenkandidatin der Berliner Grünen. Sie unterlag als Direktkandidatin im Wahlkreis Berlin-Charlottenburg-Wilmersdorf dem CDU-Politiker Lukas Krieger, zog aber dennoch über die Landesliste erneut in den 21. Deutscher Bundestag ein. Dort ist sie Fachsprecherin für Arbeit und Soziales.
Im 21. Deutschen Bundestag ist sie ordentliches Mitglied und amtierende Vorsitzende im Haushaltsausschuss. Außerdem ist sie Mitglied im Unterausschuss zu Fragen der Europäischen Union sowie im Ausschuss für Arbeit und Soziales.

## Politische Positionen
Paus forderte 2016 die Wiedereinführung der Vermögensteuer. Für ein diskutables Modell hielt sie einen vom Deutschen Institut für Wirtschaftsforschung analysierten Vorschlag. 2016 trat sie für eine Bundessteuerverwaltung ein, um Steuerhinterziehung einzudämmen. Ihr Ziel ist, den unterschiedlichen Steuervollzug der Finanzämter in den verschiedenen Bundesländern anzugleichen und dadurch wirkungsvoller zu machen. Um Steuerbetrug und Steuervermeidung zu stoppen, befürwortete sie außerdem ein internationales Transparenzregister und automatischen Datenaustausch. Damit Deutschland nicht selbst als Steueroase agieren kann, fordert sie eine Aufhebung des Bankgeheimnisses und eine aktive Meldung der Bankguthaben von Steuerausländern an Drittstaaten oder, falls dies – wie bei Bürgerkriegsstaaten – nicht möglich ist, die Erhebung einer Quellensteuer. Sie war die Verantwortliche der Grünen Bundestagsfraktion zur Einführung einer Finanztransaktionssteuer.
Paus befürwortete 2014 eine stufenweise Angleichung des durch das Ehegattensplitting erniedrigten Durchschnittssteuersatzes gemeinsam veranlagter Ehepaare an den Steuersatz für einzeln veranlagte Personen. Statt des Ehegattensplittings sollten Kinder und ihre Familien „unabhängig vom Trauschein“ durch eine Kindergrundsicherung gefördert werden.
Paus setzte sich für eine qualitativ bessere und flexiblere Kinderbetreuung ein, die insbesondere Alleinerziehenden die Berufstätigkeit erleichtern soll. Sie befürwortete längere Kita-Öffnungszeiten, mehr Betriebskitas und vor allem einen Ausbau des Tagesmütter-/Tageselternsystems in die Abend- und Nachtstunden hinein.
2016 trat Paus für die Wiedereinführung der Wohnungsgemeinnützigkeit ein, um sozial orientierte Bauträger zu fördern. Kommunale Wohnungsbaugesellschaften, Baugenossenschaften, aber auch private Vereine oder Personen sollten mit Steuererleichterungen und Investitionszulagen gefördert werden, wenn sie dauerhaft preisgünstige Mietwohnungen errichten.
Im selben Jahr forderte Paus eine Erweiterung des Gemeinnützigkeitsbegriffs im Steuerrecht mit dem Ziel, auch Organisationen, die sich beispielsweise für Menschenrechte oder Frieden einsetzen, in den Genuss der steuerlichen Förderung kommen zu lassen. Sie plädiert auch für mehr Transparenz im Gemeinnützigkeitssektor und für ein bundesweites, öffentlich einsehbares Gemeinnützigkeitsregister.
Im Januar 2023 forderte Paus als Familienministerin die Abschaffung des Paragraphen 218 des Strafgesetzbuchs, der Abtreibungen grundsätzlich unter Strafe stellt.
Ende 2022 kündigte Paus, in Reaktion auf die Petition „Mutterschutz für alle“, eine Reform im Mutterschutz für Selbstständige an. Im selben Gesetz soll ein 10-tägiger Sonderurlaub nach der Geburt gesetzlich verankert werden, „[…] damit Väter früh eine enge Beziehung zum Kind aufbauen können.“
Nach den Vorwürfen sexueller Übergriffe gegen Till Lindemann forderte Paus im Juni 2023 den verstärkten Einsatz von Awareness-Teams und Schutzbereichen bei Konzerten.
Im August 2023 einigte sich Paus mit Finanzminister Christian Lindner erst nach längeren Verhandlungen über die Finanzierung der Kindergrundsicherung. Für die mit einer Reform der Kindergrundsicherung einhergehenden Verwaltungsaufgaben forderte sie die Schaffung einer eigenen Behörde mit 5000 Stellen, was sowohl innerparteilich als auch innerhalb der Ampelkoalition auf Ablehnung stieß und von ihr später auch relativiert wurde. Außerdem wurde ihre mangelhafte Finanzplanung kritisiert. Kritiker sahen in der geplanten Behörde einen „bürokratischen Wasserkopf“ und eine Doppelstruktur zu den Jobcentern, die bisher ähnliche Aufgaben erfüllen. Die Berliner Zeitung sprach von einer „Selbstdemontage“ der Ministerin. Der Start der Kindergrundsicherung war für Januar 2025 geplant. Weder das Datum, die Finanzierung, oder die Stellen konnte Paus durchsetzen. Ein Scheitern wollte sie darin nicht erkennen: „Auch bei anderen Gesetzen kennen Sie das, dass auch in Stufen eingeführt wird“. Die erste Stufe sah unter anderem leichte Erhöhungen beim Kinderzuschlag und Kindergeld um fünf Euro vor.
Ihre Unterstützung für die als antisemitisch kritisierte Kampagne Boycott, Divestment and Sanctions im Jahr 2019 bezeichnete Paus nach dem Terrorangriff der Hamas auf Israel 2023 als Fehler.
Im Februar 2024 vertrat Paus bei der Vorstellung einer Studie über "Hass im Netz" die Position, diskreditierende Meinungsäußerungen auch unterhalb der Strafbarkeitsgrenze rechtlich angreifbar machen zu wollen: "Viele Feinde der Demokratie wissen ganz genau, was auf den Social-Media-Plattformen gerade noch so unter Meinungsfreiheit fällt. Wir als Bundesregierung werden da, wo nötig, Gesetze überprüfen und bei Bedarf auch nachjustieren".
Der Staatsrechtler Prof. Josef Franz Lindner kritisierte dies scharf und verwies auf die überragende Bedeutung des Grundrechts der Meinungsfreiheit: „Unterhalb der Strafbarkeitsgrenze geäußerte Meinungen genießen Grundrechtsschutz. Auch staats- und regierungskritische oder von der Politik unerwünschte Meinungen sind vom Grundrecht der Meinungsfreiheit geschützt – und zwar auch dann, wenn sie dem jeweiligen gesellschaftlichen Zeitgeist widersprechen.“

### Parlamentariergruppen
Sie ist (Stand 2019) Mitglied der deutsch-irischen Parlamentariergruppe, der deutsch-italienischen Parlamentariergruppe und der Parlamentariergruppe Malta-Zypern. 

## Vereinsmitgliedschaften
Außerparteilich ist sie Mitglied der Europa-Union Berlin e. V., die sich für ein föderales Europa und den europäischen Einigungsprozess einsetzt. Ferner ist sie Mitglied im Forum Ökologisch-Soziale Marktwirtschaft, Mitglied bei der Berliner Tafel e. V., Mitglied im Bildungswerk Berlin der Heinrich-Böll-Stiftung e. V., Mitglied der Deutschen Gesellschaft für die Vereinten Nationen Berlin-Brandenburg und Mitglied bei der DLRG Charlottenburg-Wilmersdorf. Sie ist Mitglied bei FidAR – Frauen in die Aufsichtsräte und bei dem Verband alleinerziehender Mütter und Väter Bundesverband e. V. (VAMV).
Zudem ist Lisa Paus seit 12. Oktober 2022 Mitglied im ZDF-Fernsehrat sowie seit 10. März 2023 im Programmausschuss Chefredaktion des Zweiten Deutschen Fernsehens (ZDF) tätig.
Sie ist auch im politischen Beirat der Wirtschaftsvereinigung der Grünen e. V.